# Macierz projekcji
 W statystyce macierz projekcji {\displaystyle (\mathbf {P} )} czasami nazywana także macierzą kapeluszową {\displaystyle (\mathbf {H} )} od angielskiego hat matrix, odwzorowuje wektor wartości zmiennych objaśnianych na wektor wartości dopasowanych (przewidywanych). Opisuje ona wpływ każdej wartości zmiennej objaśnianej na każdą dopasowaną wartość. Elementy diagonalne macierzy projekcji nazywane są dźwigniami – opisują wpływ, jaki każda wartość zmiennej objaśnianej ma na dopasowaną wartość dla tej samej obserwacji.

## Definicja
Jeżeli wektor wartości zmiennej objaśnianej oznaczymy przez {\displaystyle \mathbf {y} }, a wektor wartości dopasowanych przez {\displaystyle \mathbf {\hat {y}} }, wówczas
{\displaystyle \mathbf {\hat {y}} =\mathbf {P} \mathbf {y} .}
Ponieważ daszek nad {\displaystyle \mathbf {\hat {y}} } jest po angielsku nazywany potocznie kapeluszem (lub czapeczką, ang. hat), macierz projekcji {\displaystyle \mathbf {P} } nazywana jest również hat matrix, macierzą kapeluszową, ponieważ jej zastosowanie „nakłada kapelusz” na {\displaystyle \mathbf {y} }.

## Metoda najmniejszych kwadratów
W modelu regresji liniowej, jeżeli wagi dla każdej obserwacji są identyczne, a błędy nie są skorelowane, oszacowania współczynników otrzymujemy metodą najmniejszych kwadratów:
{\displaystyle {\hat {\boldsymbol {\beta }}}=\left(\mathbf {X} ^{\textsf {T}}\mathbf {X} \right)^{-1}\mathbf {X} ^{\textsf {T}}\mathbf {y} ,}
więc dopasowane wartości to:
{\displaystyle {\hat {\mathbf {y} }}=\mathbf {X} {\hat {\boldsymbol {\beta }}}=\mathbf {X} \left(\mathbf {X} ^{\textsf {T}}\mathbf {X} \right)^{-1}\mathbf {X} ^{\textsf {T}}\mathbf {y} .}
Stąd macierz projekcji  jest dana wzorem
{\displaystyle \mathbf {P} :=\mathbf {X} \left(\mathbf {X} ^{\textsf {T}}\mathbf {X} \right)^{-1}\mathbf {X} ^{\textsf {T}}.}